# Haricot (médecine)
Pour les articles homonymes, voir Haricot (homonymie).

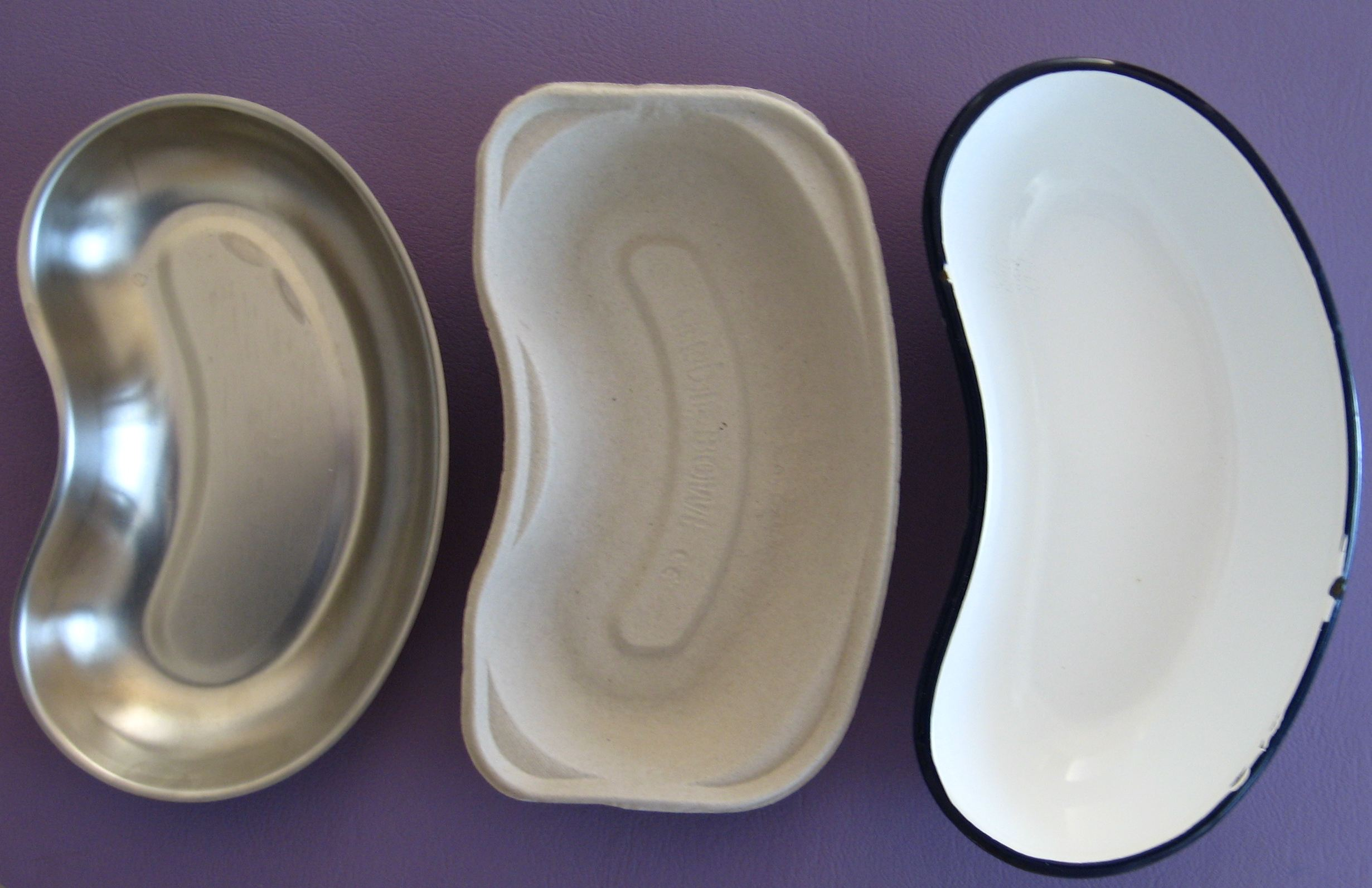
cuvette médicale

Une cuvette médicale ou haricot est un petit bassin portatif en forme de haricot utilisé dans les hôpitaux et autres cabinet médicaux.
Elle est notamment utilisée pour les petites opérations pour récupérer les liquides résultants de cette dernière.